# Radoswet Petrow
Radoswet Petrow (bulgarisch Радосвет Петров; * 31. Oktober 1993) ist ein bulgarischer Eishockeytorwart, der seit 2012 erneut beim HK Slawia Sofia in der bulgarischen Eishockeyliga unter Vertrag steht.

## Karriere
Radoswet Petrow begann seine Karriere als Eishockeyspieler in der Nachwuchsabteilung des HK Slawia Sofia, mit der 2009 den bulgarischen U16-Titel errang. Anschließend wechselte er nach Tschechien, wo er zwei Jahre HC Benátky nad Jizerou in den Nachwuchsmannschaften spielte, aber auch bereits in der zweiten Herren-Mannschaft eingesetzt wurde, die in der fünften tschechischen Liga spielte. In der Spielzeit 2011/12 stand er beim viertklassigen HC Poděbrady unter Vertrag, kam dort aber lediglich zu einem Einsatz und kehrte anschließend zu seinem Heimatverein nach Sofia zurück, für den er seither in der bulgarischen Eishockeyliga im Kasten steht.

### International
Im Juniorenbereich nahm Petrow mit Bulgarien an den U18-Weltmeisterschaften 2009 und 2011 sowie den U20-Titelkämpfen 2012, als er nach dem Isländer Snorri Sigurbergsson und dem Chinesen Xia Shengrong die drittbeste Fangquote des Turniers aufwies und zum besten Spieler seiner Mannschaft gewählt wurde, und 2013 jeweils in der Division III teil.
Sein Debüt in der Bulgarischen Herren-Auswahl gab der Torwart im Alter von 20 Jahren bei der Weltmeisterschaft 2014, als er bei den Siegen gegen die Vereinigten Arabischen Emirate (11:5) und Georgien (19:1) den Kasten seiner Mannschaft hütete.

## Erfolge und Auszeichnungen
- 2009 Bulgarischer U16-Meister mit dem HK Slawia Sofia
- 2014 Aufstieg in die Division II, Gruppe B, bei der Weltmeisterschaft der Division III